# Йохум-Байзер, Труде
Тру́де Йо́хум-Ба́йзер (нем. Trude Jochum-Beiser; род. 2 сентября 1927, Лех) — австрийская горнолыжница, выступавшая в слаломе, гигантском слаломе и скоростном спуске. Представляла сборную Австрии по горнолыжному спорту в конце 1940-х — начале 1950-х годов, двукратная олимпийская чемпионка, трёхкратная чемпионка мира, победительница многих соревнований международного и национального значения. Старейшая ныне живущая чемпионка зимних Олимпийских игр (среди мужчин и женщин).

## Биография
Труде Байзер родилась 2 сентября 1927 года в коммуне Лех, Форарльберг. Проходила подготовку в горнолыжном курорте Санкт-Кристоф в местном спортивном клубе «Арльберг».
Сразу по окончании Второй мировой войны вошла в основной состав австрийской национальной сборной и уже в сезоне 1946/47 одержала победу на нескольких престижных соревнованиях в Европе, в том числе выиграла гонки Arlberg-Kandahar и SDS.
Благодаря череде удачных выступлений удостоилась права защищать честь страны на зимних Олимпийских играх 1948 года в Санкт-Морице — завоевала здесь золотую медаль в комбинации и получила серебро в скоростном спуске, пропустив вперёд только швейцарку Хеди Шлунеггер. Поскольку здесь также разыгрывалось мировое первенство по горнолыжному спорту, дополнительно получила статус чемпионки мира. За эти выдающиеся достижения по итогам сезона была признана лучшей спортсменкой Австрии.
Через некоторое время после Олимпиады вышла замуж за Алоиса Йохума и родила сына Альфреда.
Став олимпийской чемпионкой и чемпионкой мира, Байзер осталась в главной горнолыжной команде Австрии и продолжила принимать участие в крупнейших международных соревнованиях. Так, в 1950 году она побывала на чемпионате мира в Аспене, откуда привезла награды золотого и серебряного достоинства, выигранные в скоростном спуске и гигантском слаломе соответственно.
Находясь в числе лидеров австрийской национальной сборной, благополучно прошла отбор на Олимпийские игры 1952 года в Осло — на сей раз показала восьмой результат в слаломе, финишировала одиннадцатой в гигантском слаломе, тогда как в программе скоростного спуска обошла всех своих соперниц и взяла ещё одно олимпийское золото. Вскоре по окончании этих соревнований завершила спортивную карьеру, хотя в течение нескольких лет продолжала участвовать в любительских стартах регионального уровня.
Впоследствии работала тренером по горнолыжному спорту, открыла кафе в своей родной коммуне.
В 1996 году награждена рыцарским крестом I степени почётного знака «За заслуги перед Австрийской Республикой».